# Dominik Franke (Schwimmer)
Dominik Franke (* 11. Januar 1990) ist ein deutscher Schwimmsportler, spezialisiert auf Lagenschwimmen. 2015 wurde er Deutscher Meister über 100 Meter Lagen auf der 25-Meter-Bahn.

## Leben
Bei den Deutschen Kurzbahnmeisterschaften 2014 in der Wuppertaler Schwimmoper startete er für den SV Waiblingen ohne überragenden Erfolg (zweimal Platz 5: 50 m Brust 27,65, 50 m Delfin 25,22 s, Sieger hier Steffen Deibler in 22,89) in allen Lagen auf der 50-Meter-Sprintdistanz. Über 100 Meter Lagen konnte er sich jedoch auf der Bahn neben Markus Deibler (51,81) in dessen Sog in 53,80 s den Vizemeistertitel sichern.
Ein Jahr später am selben Ort bei den Deutschen Kurzbahnmeisterschaften 2015 wurde er nach dem Rücktritt Markus Deiblers Deutscher Meister über 100 Meter Lagen. Er startete mittlerweile für den 1. SC Ravensburg.
Bei den Deutschen Kurzbahnmeisterschaften 2016 in Berlin startete er für den Schwimmverein Waiblingen auf den Strecken 100 m Brust, 50 m Schmetterling, 50 m Brust, 50 m Freistil und 100 m Lagen. Hier kam er immer in das A-Finale. Über 100 m Lagen gelang ihm dies als schnellster der 44 gestarteten Teilnehmer in 0:53,62. Im Finale erreichte er dann den 3. Platz in 0:54,00 nach Philip Heintz (1.) und Ramon Klenz (2.). Ebenso startete Dominik Franke dort in den beiden Staffeln über 4-mal 50 m Lagen mixed (es starten zwei Frauen und zwei Männer) und 4-mal 50 m Freistil mixed.